# Corythalia spirorbis
Corythalia spirorbis là một loài nhện trong họ Salticidae.
Loài này thuộc chi Corythalia. Corythalia spirorbis được Frederick Octavius Pickard-Cambridge miêu tả năm 1901.